# Armour of God II - Operation Condor
Armour of God II - Operation Condor (Fei ying gai wak) è un film del 1991 diretto da Jackie Chan.
Si tratta del sequel di Armour of God, anche questo inedito in Italia.

## Trama
Asian Hawk questa volta viaggierà con tre compagni d'avventura attraverso l'Europa e l'Africa, alla ricerca del tesoro dei nazisti.